# Vierwaldstättersøen
Vierwaldstättersøen (tysk:Vierwaldstättersee; fransk: Lac des Quatre Cantons; italiensk: Lago dei Quattro Cantoni/Lago di Lucerna; rheto-romansk: Lag Lucerna; engelsk: Lake Lucerne) er en sø omgivet af bjerge i Centralschweiz. Navnet kommer af de fire omkransende Waldstätten (Kantoner): Uri, Unterwalden, Schwyz og Luzern. Søen blev blev dannet af Reuss-gletsjeren ved slutningen af sidste istid for 12.000 år siden.
Fra Gotthardmassivet flyder Reuss-floden mod søen og fører store mængder materiale med sig, så deltaet i tidens løb har flyttet sig 10 km mod nord ud i Urnersee (den østlige nord-sydgående 'arm' af Vierwaldstättersøen). I Luzerns "Gletschergarten" vises Alpernes historie, istiderne og deres gletsjere.
Vierwaldstättersøen kaldes af og til Luzernsøen eller Lucernesøen.

## Historie
På Rütliwiese med udsigt over Vierwaldstättersøen skulle Schweizer Urkantonerne Uri, Unterwalden og Schwyz i begyndelsen af august 1291 have svoret den evige troskab, Rütlischwur. Selv efter den schweiziske Reformation forblev Urschweiz katolsk: I Unterwalden havde Schweiz' Nationalhelgen Bruder Klaus sin Klause og for enden af dalen ligger klosteret Engelberg. Her uddannes også rekrutterne til Schweizergarden i Vatikanet.
Pilgrimsvejen til Rom går langs søen. Også den vestligtgående Jakobsvej til Santiago de Compostela fører fra Einsiedeln mod Brunnen. Herfra fører den videre vestpå med skib mod Luzern eller over Alpnachersee mod syd til Brünigpass.

## Turisme
På deres vej sydpå opdagede englænderne indre Schweiz' bjergverden. Der findes stadig flere kur- og badsteder fra dengang som Weggis og Gersau. I 1871 åbnede den allerførste tandhjulsbane i Europa, Vitznau-Rigi-Bahn. En opstigning på Rigi blev beskrevet af journalisten og forfatteren Mark Twain , og det førte i 18-hundredtallets USA til en opblomsting af schweizerturismen.
Ved Vierwaldstättersøen blev den allerførste Schweizer Alpen-Club grundlagt som en ren britisk foreteelse. I 1889 byggedes fra Alpnachstad på Pilatus den stejleste tandhjulsbane i verden.
Det er muligt at køre rundt om søen, skønt ruten er langsom, snoet og går gennem tunneler. Der er regelmæssig skibstrafik mellem søens forskellige byer. Det er en populær destination for turister, både for indfødte schweizere og udlændinge, og der er mange hoteller langs bredden.

Søens vandstand bliver kontrolleret af en 'nåledam' på Reuss floden i Luzern opstrøms for Spreuerbrücke.
- Kendte udsigts-bjerge : Rigi, Pilatus, Bürgenstock, Stanserhorn, Mythen, Urirotstock

- Steder fra Schweiz' historie: Rütli, Tellsplatte, Tellskapelle, Hohle Gasse

- Wikimedia Commons har flere filer relateret til Vierwaldstättersøen

46°59′3″N 8°28′5″Ø / 46.98417°N 8.46806°Ø